# Tritoniidae
Die Tritoniidae sind eine Familie der Bäumchenschnecken in der Unterordnung der Nacktkiemer. Es handelt sich um ausschließlich marine gehäuselose Schneckenarten, die Korallen (Octocorallia) fressen.

## Merkmale
Die Tritoniidae haben einen länglichen, nacktschneckenartigen Körper mit annähernd viereckigem Querschnitt. Sie besitzen ein vorn meist eingekerbtes Mundsegel mit mehreren fühlerartigen, oft verzweigten Fortsätzen. Die oberhalb am Kopf sitzenden Fühler, die länglichen und verdickten, in Fühlerscheiden zurückziehbaren Rhinophoren, sind an ihrer Spitze fingerartig verlängert und tragen dort zahlreiche verzweigte Auswüchse. Der Rücken ist an seinen Rändern mit feinen verzweigten Fortsätzen des Mantels besetzt, die als Kiemen dienen. Die Mitteldarmdrüse besteht aus zwei Lappen, die je nach Art unterschiedlich verwachsen sein können.
Die breite Radula hat in jeder Reihe einen Mittelzahn und zahlreiche Seitenzähne. Die Schnecken haben ein Paar kräftige Kiefer. Der After wie auch die Öffnungen der Nephridien und der Geschlechtsorgane sind an der rechten Seite der Schnecke.
Wie andere Bäumchenschnecken sind die Tritoniidae Zwitter. Sie haben einen unbewehrten Penis und eine Zwitterdrüse, die als Schicht die Mitteldarmdrüse umgibt. Die männliche und die weibliche Geschlechtsöffnung liegen nahe beieinander. Die Schnecken begatten sich gegenseitig. Aus den Eiern schlüpfen zahlreiche Veliger-Larven, die sich von Plankton ernähren und nach einer längeren pelagischen Phase zu kleinen Bäumchenschnecken metamorphosieren.
Die Tritoniidae fressen Korallen der Unterklasse Octocorallia.
In der Nordsee ist die Familie durch die Große Tritonia (Tritonia hombergi) und die Gefranste Bäumchenschnecke (Marionia blainvillea) vertreten.

## Systematik
Nach Bouchet und Rocroi (2005) ist die Familie Tritoniidae eine von neun Familien in der Überfamilie Tritonioidea, die wiederum allein die Teilordnung Dendronotida bildet. Zur Familie Tritoniidae gehören zehn Gattungen:
- Marianina Pruvot-Fol, 1931
- Marionia Vayssiere, 1877
- Marioniopsis Odhner, 1934
- Paratritonia Baba, 1949
- Tochuina Odhner, 1963
- Tritonia Cuvier, 1798
- Tritonidoxa Bergh, 1907
- Tritoniella Eliot, 1907
- Tritoniopsilla Pruvot-Fol, 1933
- Tritoniopsis Eliot, 1905

Die Gattungsnamen Candiella Gray, 1850, Duvaucelia Risso, 1826, Euphurus Rafinesque, 1815, Microlophus Mabille & Rochebrune, 1889 und Myrella Odhner, 1963 sind mit Tritonia Cuvier, 1797 synonymisiert. Mariana Pruvot-Fol, 1930 ist ein Synonym von Marianina Pruvot-Fol, 1931.